# Adrien III
Pour les articles homonymes, voir Adrien.
Adrien III (en latin : Adrianus III - en italien : Adriano III), (nom de naissance Hadrianus) est né à Rome à une date inconnue. Il succède à Marin Ier en tant que 109e pape de l'Église catholique du 17 mai 884 jusqu'à sa mort, en septembre 885 à San Cesario sul Panaro en Italie. Son successeur sera Étienne V. Il est enterré dans l'abbaye de Nonantola. Sa canonisation est confirmée par le pape Léon XIII en 1891. Sa fête est le 8 juillet.

## Biographie
Adrien III naît à Rome dans une famille qui serait liée aux comtes de Tusculum : il pourrait être le fils de Benoît Tusculanus magnus dux lui-même fils d'Alberico consul tusculanus princeps potentissimus frère du pape Adrien Ier (772–795) et ancêtre des comtes de Tusculum. Ainsi le pape Adrien Ier serait son grand-oncle. Adrien III, c'est-à-dire Hadrianus, est le frère aîné de Sergio, comte de Tusculum, qui sera le pape Serge III (904–911). Élu le 17 mai 884, son pontificat se déroule dans une période troublée.
Son règne est de courte durée : en juillet 885 il est convoqué à une diète d'Empire à Worms (Allemagne), par l'Empereur d'Occident Charles III le Gros pour déterminer sa succession à l'Empire d'occident carolingien mais aussi pour discuter de la montée en puissance des Sarrasins. Arrivé à la Silva Wilzacarae ou Forêt Wilcazara (correspondant de nos jours à la rue Viazza à San Cesario sul Panaro), Adrien III est saisi d'une maladie soudaine. Il meurt en septembre 885. Son corps est amené à l'abbaye de Nonantola où il est enterré.

## Culte
Les raisons de sa vénération en tant que saint sont pratiquement inconnues, mais il est connu pour avoir aidé la population de Rome lors d'une famine. Son culte est confirmé en 1891 par le pape Léon XIII : il est fêté le 8 juillet.